# Hywel ap Rhodri Molwynog
Hywel ap Rhodri Molwynog (Hywel, hijo de Rhodri Molwynog) fue rey de Gwynedd (816–825). Ascendió al poder tras una destructiva lucha dinástica que concluyó con la deposición de su hermano Cynan Dindaethwy (798–816). Durante su reinado, el poder de Gwynedd se limitaba a Anglesey. Fue una época de grandes pérdidas territoriales frente a Mercia.

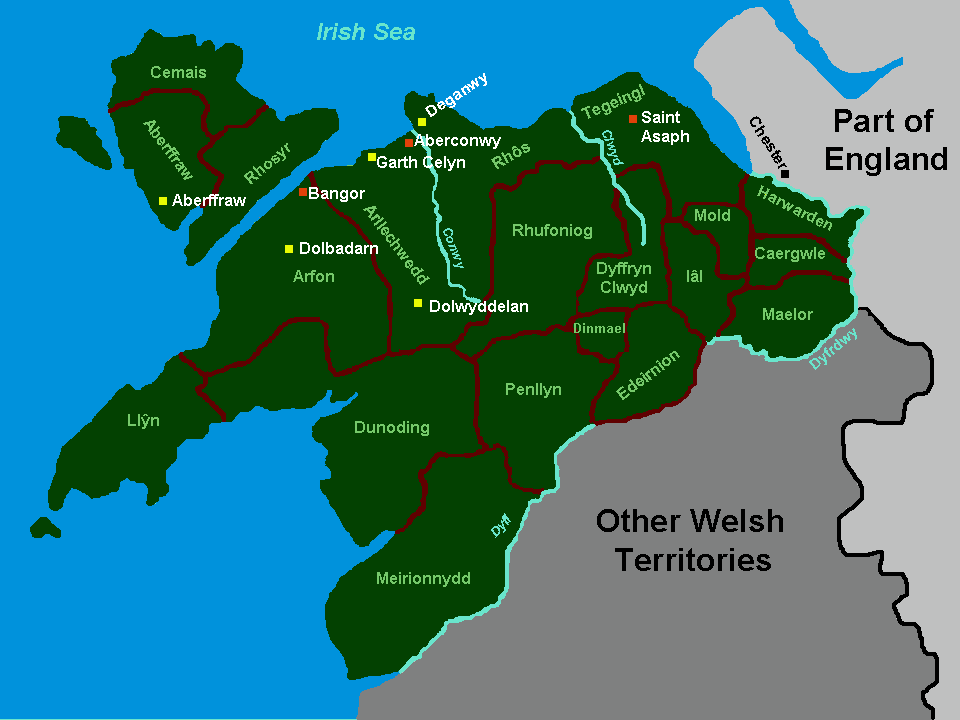
Un mapa general de Gwynedd mostrando el cantrefi.

Se dice que Hywel era hijo de Rhodri Molwynog, suponiendo que era hermano de Cynan, por ejemplo según lo afirmado en la Historia de Gales Lloyd, que no cita su fuente. Fuentes como los Annales Cambriae mencionan únicamente su nombre. La genealogía de Jesus College MS 20 le da como hijo de Caradog ap Meirion, mientras da a Cynan como hijo de Rhodri Molwynog.
Una guerra destructiva entre Cynan y Hywel arrasó Anglesey entre 812 y 816, y concluyó finalmente con la derrota y el exilio de Cynan, y el acceso de Hywel al trono. Coenwulf de Mercia aprovechó la debilidad de Gwynedd en 817, para ocupar Rhufoniog y devastar las montañas de Eryri (Snowdonia), el baluarte defensivo de Gwynedd. En 818 tuvo lugar una gran batalla en Llanfaes en Anglesey. Los combatientes no están identificados, pero el sitio había sido el llys (corte real) de Cynan.
La costa de Gales a lo largo del estuario del Dee siguió en poder de Mercia hasta 821, cuando Coenwulf murió pacíficamente en Basingwerk. En 823 Mercia devastó Powys y regresó a Gwynedd para incendiar Deganwy.
Hywel fue el último Rey de Gwynedd en la línea masculina de Maelgwn Gwynedd. Fue sucedido por el hijo de su hermana Merfyn Frych.

## Citas
1. ↑  Lloyd (1911, pp. 231), A History of Wales
2. ↑  Phillimore (1888, pp. 163-164), Annales Cambriae
3. ↑  Phillimore (1887, pp. 89) — his pedigree is given as: Howel.
4. ↑  Phillimore (1887, pp. 87) — his pedigree is given as: .
5. ↑  Parry (1829, pp. 63), Brut y Saeson
6. ↑  Lloyd (1911, pp. 232), A History of Wales, Vol I